# Kanton La Côte Sableuse
La Côte Sableuse (katalanisch La Costa Sorrosa) ist seit 2015 ein französischer Wahlkreis in den Arrondissements Céret und Perpignan, im Département Pyrénées-Orientales und in der Region Okzitanien; sein Hauptort ist Canet-en-Roussillon.

## Gemeinden
Der Kanton besteht aus vier Gemeinden mit insgesamt 33.510 Einwohnern (Stand: 1. Januar 2022) auf einer Gesamtfläche von 54,64 km²:
| Gemeinde                | Einwohner 1. Januar 2022 | Fläche km² | Dichte Einw./km² | Code INSEE | Postleitzahl | Arrondissement |
| ----------------------- | ------------------------ | ---------- | ---------------- | ---------- | ------------ | -------------- |
| Canet-en-Roussillon     | 13.005                   | 22,39      | 581              | 66037      | 66140        | Perpignan      |
| Saint-Cyprien           | 11.995                   | 15,80      | 759              | 66171      | 66750        | Céret          |
| Saint-Nazaire           | 2.786                    | 10,33      | 270              | 66186      | 66570        | Perpignan      |
| Saleilles               | 5.724                    | 6,12       | 935              | 66189      | 66280        | Perpignan      |
| Kanton La Côte Sableuse | 33.510                   | 54,64      | 613              | 6603       | –            | –              |